# Испитивање сексуалне оријентације и родног идентитета
Испитивање нечије сексуалне оријентације, сексуалног идентитета, родног идентитета или сва три је процес истраживања од стране људи који можда нису сигурни, још увек истражују или забринути због тога да ли из различитих разлога примењују неку друштвену етикету на саме себе. Слово „К” се понекад додаје на крај акронима ЛГБТ (лезбејка, геј, бисексуалац, трансродна особа); „К” се може односити или на квир (енгл. queer) или на преиспитивање (енгл. questioning).
Сексуална оријентација, сексуални идентитет или родни идентитет се не поклапају увек једни са другима; што, на пример, значи, ако се појединац идентификује као хетеросексуалац, не само да може бити привучен некоме супротног пола и имати сексуалне интеракције са неким ко је истог пола, а да се не идентификује као бисексуалац. Схватање да не треба да се примењује било какав род или сексуалност на себе је релативно јавно и друштвено истакнуто у савременом времену, заједно са родом и сексуалном флуидношћу, о чему се отвореније расправља и прихвата у данашњем друштву. Појединци који себе не идентификују као мушке, женске, трансродне, хетеросексуалне, хомосексуалне, бисексуалне, асексуалне или осећају да је њихова сексуалност флуидна, могу себе да називају родно неутралним, џендерквир, небинарним или ародним особама.

## Адолесценти и друга омладина
У фази адолесценције, појмови о преиспитивању нечије сексуалности или рода, заједно са различитим областима у вези са тим, могу се јавити како конструкција идентитета почиње да се формира. То је фаза у којој се често дешавају истраживање, учење и експериментисање. Док неки млади немају проблема са самоидентификовањем, многи наилазе на велику конфузију и неизвесност у овој фази. Они могу имати проблема у разумевању своје сексуалности, сексуалне оријентације, родног идентитета или да ли се уклапају у било које унапред смишљене друштвене нормативне ознаке. Истраживања су показала да је 57% људи прво поставило питања о својој сексуалности или роду између 11. и 15. године

### Понашање и развој
Сара Гарднер тврди да начини на које се људи понашају засновани су на пет основних потреба: опстанак, љубав и припадност, моћ, слобода и уживање. Појединац ће променити своје понашање како би задовољио ове потребе. У случају испитивања младих, неке или све ове потребе нису задовољене. Када једна или више од ових потреба нису испуњене, њихово понашање може постати агресивно, или могу постати збуњени или обесхрабрени у покушају да задовоље потребу да преживе, да се осећају вољено или да припадају, постигну слободу, стекну моћ или осете осећај уживања.
Родни идентитет је кључан у развоју младих појединаца јер је велики део њиховог личног друштвеног идентитета. На конфузију и преиспитивање који су укључени у нечије формирање родног идентитета може утицати потреба да се та особа у родне бинарности или да се придржава друштвених идеала које је конструисало мејнстрим друштво. Додељени пол особе при рођењу, иначе познат као натални пол, није увек заменљив са терминима родни идентитет и родна улога. Натални пол и родни идентитет су, међутим, различите компоненте идентитета, а родни идентитет се не одвија нужно у правцу нечијег наталног пола. Родни идентитет није исто што и родна улога; родни идентитет је суштински осећај сопства, док родна улога укључује прилагођавање друштвено конструисаним маркерима и смерницама (одећа, маниризам, понашање) који се традиционално сматрају мушким и женским. Натални пол, родни идентитет и родна улога интеракују једни с другимс на сложене начине и сваки од њих је такође одвојен од правца нечије сексуалне привлачности. Друштвени конструкти мушкости и женствености такође могу играти фактор у изазивању конфузије код младих; то може утицати на начин на који осећају да се морају понашати ако се идентификују са одређеним родним идентитетима или сексуалним оријентацијама.
Свест о сексуалној оријентацији снажно доприноси формулисању родног идентитета. То двоје су подједнако важни у доприносу развоју појединца током адолесцентне фазе. Преиспитивање сексуалности или сексуалне оријентације младе особе долази у игру у различитим ситуацијама; без обзира на искуство или недостатак истог. На пример, појединац који се генерално идентификује као хомосексуалац може такође имати сексуалне интеракције са супротним полом, али не мора нужно да осећа да је бисексуалан. Штавише, појединац се такође може идентификовати са дефинитивном сексуалном оријентацијом или полом без икаквих или само неких сексуалних интеракција или искустава.

### Друштво
Друштвени аспект је значајан фактор који може довести до тога да млади испитаници осете да имају несигурно окружење у утврђивању своје сексуалности или рода. Потреба за друштвеним прихватањем од стране вршњака и других чланова друштва током адолесценције даје појединцу осећај припадности; стога, страх од одбацивања или дискриминације може спречити младе да изађу у јавност са својим неизвесним идентитетом.
Хетеронормативност може допринети оклевању младих да буду јавни са својим родним идентитетом и сексуалношћу. Ово може бити због чињенице да се неко може осећати да се не уклапа са друштвеним конструктима хетеросексуалности, мушкости или женствености – што су идеали који не укључују нужно изузетке и разлике других родова и сексуалности. Прихватање рода има два главна утицаја: неразумевање и страх од непознатог. Унутрашњи сукоб може настати када појединац пређе на неки други род. Друштвени конструкт хетеронормативности је директно повезан са родном бинарношћу; ова два конструкта су често условљена у мејнстриму да буду више прихваћена, стога утичу на прихватање других полова и сексуалности, оних који се можда не уклапају у те норме или су флуидни између више категорија.
Неки млади избегавају да изађу или чак признају своју сексуалну оријентацију због хомофобије или неких других врста дискриминације као што су бифобија или афобија. Признавање њиховог лезбејског, геј или бисексуалног идентитета или другог идентитета може довести до краја забуне. Што се тиче родног идентитета, термини за оне који се не придржавају родног бинарног система су, на пример, џендерквир, ародна особа или родно неутрална особа. Чланак у часопису The Journal of Counseling & Development наводи: „Сексуалне мањине доживљавају две врсте стреса стигме које се разликују на основу објективне и субјективне природе стреса. Због своје упорне природе, стрес стигме се може окарактерисати као хронични стресор са којим се суочавају сексуалне мањине, стављајући их у већи ризик од развијања руминативног стила суочавања од особа које нису сексуалне мањине.“ Када појединац сматра да се ниједан од постојећих појмова родног идентитета не односи на њега, или да се не уклапају тачно ни у једну бинарност, то често може довести до осећања притиска, усамљености, абнормалности и безнађа.
Према Америчком психолошком удружењу, они који се боре са признавањем своје сексуалности или родног идентитета могу бити изложени већем ризику да доживе самоубилачке мисли, депресију, незаштићени секс или да се окрену штетним механизмима суочавања као што су злоупотреба дрога, алкохол или самоповређивање. Студије показују да су млади који испитују изложени већем ризику од виктимизације, самоубилачких мисли и злоупотребе дрога и алкохола чак и више од лезбејских, геј и бисексуалних младих, вероватно због маргинализације од стране стрејт, као и ЛГБ вршњака.
Организација Advocates for Youth Organization наводи да „студије успостављају везе између покушаја самоубиства и родне неусаглашености, ране свести о сексуалној оријентацији, стреса, насиља, недостатка подршке, напуштања школе, породичних проблема, бескућништва и употребе супстанци“. За адолесценате који се преиспитују је не само важно прихватање од стране вршњака, већ је једнако важно и прихватање њихове породице. Међутим, не добијају сви млади подршку која им је потребна од својих породица током процеса испитивања. Рајан Ц. са Државног универзитета у Сан Франциску, наводи: „ГЛБТК омладина са више одбацујућих породица има осам пута већу вероватноћу да ће пријавити покушај самоубиства, скоро шест пута већа вероватноћа да ће пријавити висок ниво депресије, више је од три пута више вероватно да ће користити илегалне дроге и три пута већа вероватноћа да ће бити изложени високом ризику од ХИВ- а и полно преносивих болести него ГЛБТК млади са мање одбацујућим породицама." Друштвена заједница је кључни аспект у доприносу добробити нечијег бића и менталном здрављу. Појединци се често осећају позитивније у погледу своје сексуалне оријентације и родног идентитета кроз подршку и позитивно појачање, посебно од породице, пријатеља и познаника.
Адолесценти који се испитују и добијају подршку често могу да живе задовољавајућим и здравим животима и да се крећу кроз уобичајени процес развоја адолесцената; они који се суочавају са малтретирањем, остракизмом или другим облицима угњетавања имају већу вероватноћу да буду изложени ризику да доживе самоубилачке мисли и да се упусте у активности високог ризика, као што су незаштићени секс и злоупотреба алкохола и дрога. Млади који испитују су у већем ризику од виктимизације, самоубилачких мисли и злоупотребе дрога и алкохола чак и више од лезбејских, геј и бисексуалних младих, вероватно због маргинализације од стране стрејт и ЛГБ вршњака. Поремећај анксиозности или депресије повезан са неизвесношћу о нечијем родном идентитету или сексуалној оријентацији је Светска здравствена организација класификовала као поремећај сексуалног сазревања у МКБ-10, под „Психолошки поремећаји и поремећаји понашања повезани са сексуалним развојем и оријентацијом“. Сексуална оријентација сама по себи није поремећај и није сврстана у овај наслов. Такође се разликује од егодистоничке сексуалне оријентације где се сексуална оријентација или родни идентитет потискују или негирају.

### Подршка и помоћ
Многе ЛГБТ студентске групе и литература укључују испитивање ; у случају група геј-стрејт алијансе, оне то чине делимично тако да студенти нису приморани да се етикетирају или бирају сексуални идентитет. Притисци, стигма и страх од дискриминације од стране вршњака и друштва могу обесхрабрити многе да се суоче са проблемима који настају преиспитивањем рода и сексуалности. Подршка пријатеља и породице је важна у фази адолесценције, јер је то време када се развија свој идентитет и доживљава највише промена физички и ментално. ЛГБТК+ заједница је формирала многе групе за подршку, центре за помоћ и онлајн просторе који могу помоћи младима који траже смернице и пружају корисне информације у вези са нечијим питањем рода и сексуалности. Психолошки практичари предлажу да појединци који се преиспитују да потраже помоћ преко платформи као што су терапија, групе за подршку, форуми онлајн заједнице, организације за ментално здравље, линије за превенцију самоубистава и саветовалишта.
Пример националне организације посвећене пружању кризних интервенција, подршке и услуга превенције самоубистава за ЛГБТК младе је Тревор Пројекат. Они пружају услуге као што су Тревор лајфлајн, Тревор чет, Тревор поруке и Тревор центар за подршку.

## Одрасли
Због флуидности идентитета и сексуалности, истраживање и испитивање могу се десити и у одраслом добу. Студије су показале да одрасли у доби од 18 до 75 година могу идентификовати промену у својим привлачностима и/или родном идентитету током свог живота. У истраживању које су учествовале самоидентификоване трансродне особе и одрасле родно неусаглашене особе, 58,2% је изјавило да је променило привлачности током свог живота. У лонгитудиналној студији са учесницима састављеним од полиаморних и моногамних одраслих особа са различитим сексуалним идентитетима и сексуалном оријентацијом, 34% учесника је пријавило неку врсту промене сексуалности током експеримента, а нешто више од 10% учесника прелазило је кроз седам кодираних категорија сексуалног идентитета.
Бити окружен хетеронормативним и не-квир пријатељским окружењем један је фактор који може одложити или спречити појединца да испитује или истражује своју сексуалну оријентацију и идентитет. Студија је показала да је одсуство тачних и позитивних ЛГБТК+ информација и дискусија снажно повезано са вишим нивоима стреса код одраслих који су у процесу испитивања или истраживања.

### Хетеросексуалне жене
У поређењу са мушкарцима који се идентификују као хетеросексуални и мушкарцима и женама који се идентификују као нека сексуална мањина, хетеросексуално идентификоване жене су чешће у фази развоја идентитета која се зове затварање идентитета, неистраживачко стање у којем појединац тек треба да доводе у питање део свог идентитета укључујући њихову сексуалну оријентацију или родни идентитет. Често резултира усвајањем стандардног сексуалног стандарда друштва, без сумње посвећеном хетеросексуалности. Адријен Рич пише о томе како друштво подстиче хетеросексуалност у свим аспектима женске егзистенције у свом есеју „Обавезна хетеросексуалност и лезбејска егзистенција“ и да оно не само да обликује институције које обезбеђују друштвене и економске користи за усвајање хетероцентричног начина размишљања, већ и ствара баријере понашању које је супротно стандарду, укључујући хомосексуалност.
Када се посматрају догађаји или понашања која би могла да започну истраживање или испитивање међу младим женама, студија састављена од студенткиња успела је да категоризује 5 догађаја који су изазвали процес испитивања унутар њих. Међу пет, најпопуларнија искуства су се вртела око тога да сте окружени позитивнијом и отворенијом заједницом наклоњеном ЛГБТ+ заједници и самопроцени понашања. Примери такве самопроцене би укључивали размишљање о њиховим осећањима након пољупца са женом или упоређивање тог искуства са њиховим осећањима према мушкарцима.